# 愛念
《愛念》是香港歌手譚詠麟發行第十六張粵語專輯，推出不久銷量已超越了6白金（三十萬張）。譚詠麟仍是熱愛音樂，所以不斷尋求新歌路，亦與不同的音樂人合作。身為樂壇校長，Alan也不斷提拔新人，更邀請City Beat的劉諾生為他作曲。第一主打歌《愛念》便是由他操刀，十分適合譚詠麟演繹，迅速成為三台冠軍歌，成績有目共睹。第二首主打歌《情義倆心知》配合情人節前夕推出，德永英明的曲加上盧永強的詞，十分容易令人受落，也成為三台冠軍歌曲。繼千金一刻後另一首重金屬搖滾作品《魔鬼之女》，除了成為熱門歌曲外，也為Alan快歌殺出一條新血路，絕對成功的嘗試。另一首作品《我愛唱機》，走六十年代Rock n’ roll風格，是一首得意之作。此碟唯一敗筆是重新翻唱的　《不可以逃避》，入江純也有失手時，大多數人都不喜歡這個新版本，有點新不如舊的感覺。
2021年創作《愛念》的劉諾生在伍仲衡的YouTube透露，這首歌於1986年為其胞姊結婚而創作，至1988年寶麗金希望他為校長創作一首歌（《命運賭注》），順道提交這首歌的英文版《Love of the Only Kind》，收錄於校長在奧運期間推出的國語專輯《手心相連》，後來才安排詞人改編為廣東話版。

## 曲目
全碟監製：葉廣權、關維麟
|     | 歌名               | 作曲                            | 填詞   | 編曲          |
| --- | ------------------ | ------------------------------- | ------ | ------------- |
| 1.  | 情義倆心知         | 德永英明                        | 盧永強 | 杜自持        |
| 2.  | 命運賭注           | 劉諾生                          | 韋然   | Ricky Ho      |
| 3.  | 再續無盡愛         | 譚詠麟                          | 黃真   | 盧東尼        |
| 4.  | 傷心帶笑者         | 譚詠麟                          | 林振強 | 入江純        |
| 5.  | 愛你兩個人         | 因幡晃                          | 向雪懷 | 入江純        |
| 6.  | 魔鬼之女           | Alan Mansfield / Sharon O'Neill | 林振強 | Donald Ashley |
| 7.  | 愛念               | 劉諾生                          | 張國祖 | Ricky Ho      |
| 8.  | 我愛唱機           | 盧東尼                          | 陳少琪 | 盧東尼        |
| 9.  | 不可以逃避（1989） | Torben Lendager                 | 黃霑   | 入江純        |
| 10. | 微笑革命           | 譚詠麟                          | 潘源良 | 盧東尼        |

## 獎項
- 1989年度香港金唱片頒獎典禮

- 「白金唱片」：《愛念》

## [1]参考
1. ↑  网易. . www.163.com. 2021-12-11  [2023-10-25].